# Leofwine Godwinson

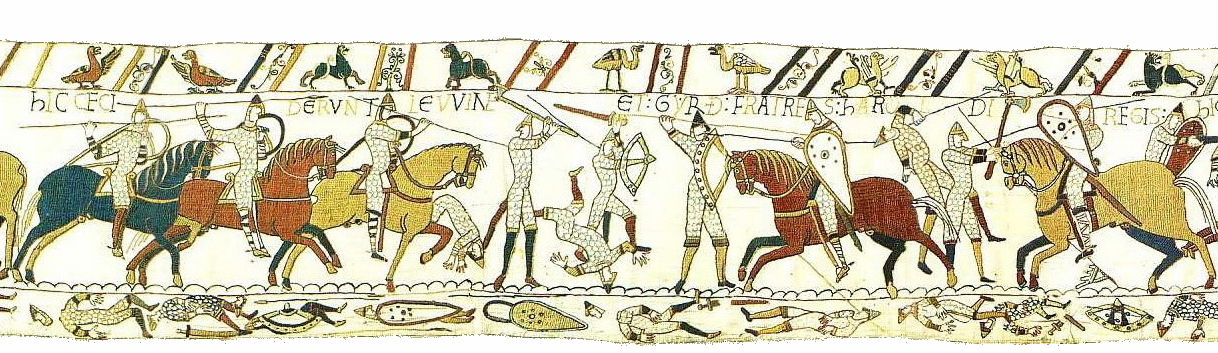
La muerte de Leofwine y su hermano en la batalla de Hastings, escena 52 del Tapiz de Bayeux.
HIC CECIDERUNT LEWINE ET GYRD FRATRES HAROLDI REGIS
(Aquí han caído muertos Leofwine y Gyrth, hermanos del rey Haroldo).

Leofwine Godwinson (c. 1035–14 de octubre de 1066) fue un hermano menor del rey Haroldo Godwinson y quinto hijo del conde Godwin de Wessex. Cuando la familia de Godwin fue exiliada de Inglaterra en 1051, Leofwine se marchó con Haroldo a Irlanda, donde fueron protegidos y ayudados por Diarmait mac Maíl na mBó, rey de Leinster. Volvió con el resto de la familia al año siguiente, pero no estuvo presente en el lecho de muerte de su padre en abril de 1053. 
Tras la muerte de Godwin, sus hijos lograron conservar su control sobre Inglaterra. Haroldo heredó el condado de Wessex y se convirtió en el hombre más poderoso después del rey. Leofwine fue designado conde de Kent, Essex, Middlesex, Hertford, Surrey y probablemente de Buckinghamshire en algún momento entre 1055 y 1057. Su hermano Gyrth recibió los condados de Anglia oriental, Cambridgeshire y Oxfordshire. Los Godwinson llegaron a controlar todo el este de Inglaterra. 
Murió junto a sus hermanos Haroldo y Gyrth en la batalla de Hastings.